# The Warrens of Virginia
Pour l’article homonyme, voir The Warrens of Virginia (film, 1924).
Pour plus de détails, voir Fiche technique et Distribution.
The Warrens of Virginia est un film américain réalisé par Cecil B. DeMille, sorti en 1915.
Des copies de ce film existent encore.

## Synopsis
Alors que la guerre civile américaine éclate, Ned Burton quitte sa bien-aimée du Sud, Agatha Warren, et rejoint l'armée de l'Union (le parti nordiste). Plus tard il sera sauvé par Agatha d'une mort certaine, malgré la loyauté de celle-ci envers le Sud.

## Fiche technique
- Titre : The Warrens of Virginia
- Réalisation : Cecil B. DeMille
- Scénario : William C. de Mille
- Production : Jesse L. Lasky Feature Play Company
- Genre : Film dramatique
- Date de sortie :
  - États-Unis : 15 février 1915

## Distribution
- Blanche Sweet : Agatha Warren
- James Neill : général Warren
- Page Peters : Arthur Warren (comme P.E. Peters)
- Mabel Van Buren : Mrs. Warren
- House Peters : Ned Burton
- Dick La Reno : général Griffin
- Mildred Harris : Betty Warren
- Milton Brown : Zeke Biggs
- Sydney Deane : général Harding
- Raymond Hatton : Blake
- DeWitt Jennings
- Richard L'Estrange : Bill Peavey (comme Dick La Strange)
- Lucien Littlefield : Tom Dabney
- Mrs. Lewis McCord : Sapho
- Gerald Ward : Bob Warren

## Autour du film
Cecil B. DeMille est crédité du premier usage du terme « éclairage Rembrandt », une technique d'éclairage plus tard largement utilisée en photographie, pour expliquer sa façon d'éclairer ses acteurs. En effet, pendant le tournage, DeMille emprunte des projecteurs portables du Mason Opera House, dans le centre de Los Angeles, et « commence à créer des ombres là où les ombres apparaîtraient dans la nature. » Quand son collègue Samuel Goldwyn voit le film dans lequel seulement la moitié du visage d'un acteur est éclairée, il a peur que les exploitants ne payent que la moitié du prix pour le film. Après que DeMille lui dit qu'il s'agissait de l'éclairage de Rembrandt, « la réponse de Sam fut jubilatoire empreinte de soulagement : pour l'éclairage de Rembrandt, les exploitants vont payer le double ! »